# Besleria lasiantha
Besleria lasiantha är en tvåhjärtbladig växtart som beskrevs av Conrad Vernon Morton. Besleria lasiantha ingår i släktet Besleria och familjen Gesneriaceae. Inga underarter finns listade i Catalogue of Life.